# Somoplatus
Somoplatus is een geslacht van kevers uit de familie van de loopkevers (Carabidae). De wetenschappelijke naam van het geslacht is voor het eerst geldig gepubliceerd in 1829 door Dejean.

## Soorten
Het geslacht Somoplatus omvat de volgende soorten:
- Somoplatus amplicollis Basilewsky, 1986
- Somoplatus brevicollis (Dejean, 1831)
- Somoplatus depilis Schule, 2009
- Somoplatus elongatus Burgeon, 1936
- Somoplatus fulvus Mulsant & Godart, 1867
- Somoplatus genierorum Schule, 2009
- Somoplatus girardi Basilewsky, 1986
- Somoplatus guineensis Basilewsky, 1986
- Somoplatus hospes Andrewes, 1933
- Somoplatus ivoirensis Schule, 2009
- Somoplatus morettoi Schule, 2009
- Somoplatus pilicollis Schule, 2009
- Somoplatus septentrionalis (Burgeon, 1936)
- Somoplatus simillimus Basilewsky, 1986
- Somoplatus substriatus Dejean, 1829